# Волтол (Мисисипи)
Волтол (енгл. Walthall) град је у америчкој савезној држави Мисисипи.

## Демографија
По попису из 2010. године број становника је 144, што је 26 (-15,3%) становника мање него 2000. године.
| Група             | 2000.       | 2010.       |
| Белци             | 156 (91,8%) | 127 (88,2%) |
| Афроамериканци    | 6 (3,5%)    | 13 (9,0%)   |
| Азијати           | 1 (0,6%)    | 1 (0,7%)    |
| Хиспаноамериканци | 2 (1,2%)    | 2 (1,4%)    |
| Укупно            | 170         | 144         |